# Vedakubban
Vedakubban är en ö i Finland. Den ligger i Norra kvarken och i kommunen Nykarleby i den ekonomiska regionen  Jakobstadsregionen i landskapet Österbotten, i den västra delen av landet. Ön ligger omkring 47 kilometer nordöst om Vasa och omkring 390 kilometer norr om Helsingfors.
Öns area är 2,6 hektar och dess största längd är 280 meter i nord-sydlig riktning.